# ريتشارد هنت
ريتشارد هنت (بالإنجليزية: Richard Hunt)‏ هو مخرج وموسيقي ومخرج وممثل أمريكي، ولد في 17 أغسطس 1951 بذا برونكس في الولايات المتحدة، وتوفي في 7 يناير 1992 بنيويورك في الولايات المتحدة.

## أعمال

### أفلام
- (1979) الدمى[10]

### مسلسلات
- شارع السمسم

## وصلات خارجية
- ريتشارد هنت على موقع IMDb (الإنجليزية)
- ريتشارد هنت على موقع ميوزك برينز (الإنجليزية)
- ريتشارد هنت على موقع تيرنر كلاسيك موفيز (الإنجليزية)
- ريتشارد هنت على موقع أول موفي (الإنجليزية)
- ريتشارد هنت على موقع قاعدة بيانات الأفلام السويدية (السويدية)
- ريتشارد هنت على موقع قاعدة بيانات الفيلم (الإنجليزية)
- ريتشارد هنت على موقع كينوبويسك (الروسية)